# Pawel Wassiljewitsch Engelhardt

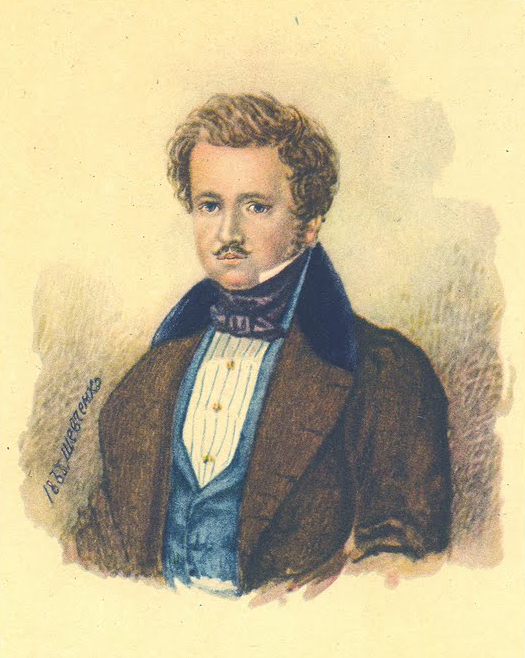
Pawel Engelhardt; Aquarell von Taras Schewtschenko 1833, Nationales Taras-Schewtschenko-Museum, Kiew

Pawel Wassiljewitsch Engelhardt (russisch Павел Васильевич Энгельгардт Pawel Wassiljewitsch Engelgardt, ukrainisch Павло Васильович Енгельгардт Pawlo Wassyljowytsch Enhelhardt; * 5. Februarjul. / 16. Februar 1798greg. in Kirillowka, Gouvernement Kiew, Russisches Kaiserreich; † 15. Dezemberjul. / 27. Dezember 1849greg., Sankt Petersburg, Russisches Kaiserreich) war ein russischer Gutsbesitzer und Offizier aus der deutsch-baltischen Adelsfamilie Engelhardt. Bekannt ist er vor allem als Grundherr des leibeigenen ukrainischen Dichters und Malers Taras Schewtschenko.

## Leben
Pawel Engelhardt war der uneheliche (legitimierte) Sohn von Wassili Engelhardt, Neffe und einer der Erben des russischen Fürsten Grigori Potjomkin und von M. O. Glinka, Mutter des Komponisten Michail Glinka.
Im Alter von sieben Jahren wurde Pawel an den kaiserlichen Hof nach Sankt Petersburg geschickt und 10 Jahre später ging er in den Militärdienst.
Seit 1821 diente er als Adjutant des Generals der Infanterie und Gouverneurs des Gouvernement Wilna Alexander Michailowitsch Rimski-Korsakow. Im litauischen Vilnius lernte er 1823 auf einem Ball seine zukünftige Frau, die sieben Jahre jüngere Baronin Sofja Grigorjewna Engelhardt (1805–1875) kennen. Sie war die Tochter des kurländischen Barons und Generals Grigori Grigorjewitsch Engelhardt (1759–1833), einem entfernten Verwandten. Am 6. Dezember 1830 wurde Engelhardt Hauptmann und am 12. Februar 1831 Polkownik der Leibgarde des Ulanen-Regiments. Ihr gemeinsamer Sohn Wassili Pawlowitsch (1828–1915) widmete sich dem Studium der Astronomie und wurde korrespondierendes Mitglied der Sankt Petersburger Akademie der Wissenschaften. Später wurde das Astronomische Observatorium der Universität Kasan nach W. P. Engelhardt benannt.
Von seinem Vater erbte Pawel nach dessen Tod 1828 3 Millionen Rubel und wurde der Besitzer seines Geburtsortes Kyryliwka (Кирилівка), das heutige Dorf Schewtschenkowe in der Oblast Tscherkassy, sowie mehrerer benachbarter Dörfer und 17.000 Leibeigener, darunter den zukünftigen ukrainischen Nationaldichter Taras Schewtschenko.
Diesen stellte er 14-jährig als Hausjunge ein, der ihn dann auf Reisen nach Polen, Litauen und Sankt Petersburg begleitete. In Vilnius
ermöglichte er Schewtschenko zwischen Herbst 1829 und 1830 Malerei bei Jan Rustem zu studieren.
Im Februar 1831 zog Engelhardt nach Sankt Petersburg, wo er Adjutant des Fürsten Alexander Friedrich Karl von Württemberg, dem Leiter des russischen Verkehrsministeriums, wurde. Wiederum nahm er Taras Schewtschenko mit und erlaubte diesem, bei einem Petersburger Maler in die Lehre zu gehen.
Schewtschenkos Freunde in Sankt Petersburg versuchten diesen aus seiner Leibeigenschaft freizukaufen. So sprach zunächst Karl Brjullow bei Pawel Engelhardt im Bezug auf Schewtschenkos Loskauf vor, kehrte jedoch wütend zurück, nannte Engelhardt eine „Amphibie in Pantoffeln“ und teilte Iwan Soschenko mit: „Das ist das schmutzigste Schwein, das ich je in meinem Leben getroffen habe. Morgen hat er versprochen, einen Preis für Schewtschenko zu nennen“. Tags darauf ging Alexei Wenezianow zu Engelhardt, und dieser nannte den Preis für Schewtschenko: 2500 Rubel. Das war ein unverschämt hoher Preis, zahlte doch ein einfacher Diener 20–25 Rubel und ein gut geschulter leibeigener Handwerker lediglich 500 bis 1000 Rubel für seine Freiheit.
Nachdem die Summe aufgebracht war, entließ er Taras Schewtschenko am 22. April 1838 aus dessen Leibeigenschaft.
Am 16. Oktober 1832 trat Engelhardt in den Ruhestand. Er interessierte sich für Musik, so hatte er auf seinem Gut bei Smolensk ein aus Leibeigenen bestehendes Musikorchester und in Sankt Petersburg ein Musikinstrumenten-Geschäft. Pawel starb 51-jährig im Dezember 1849 in Sankt Petersburg und wurde dort auf dem Wolkowo-Friedhof beerdigt.